# آخر صف
آخر صف (به انگلیسی: The Last in Line) عنوان دومین آلبوم استودیویی گروه هوی متال آمریکایی دیو است. آلبوم آخر صف در ۱۳ ژوئیه ۱۹۸۴ یک سال پس از انتشار اولین آلبوم گروه، شناگر مقدس، منتشر شد و خیلی زود در ۱۲ سپتامبر همان سال برنده جایزه گلد شد. آخرین حمله اولین آلبوم گروه دیو است که جایزه پلاتینیوم را در سوم فوریه ۱۹۸۷ از آن خود کرد.
این آلبوم اولین آلبومی است که کلاود اشنل، نوازنده کیبورد، در آن ایفای نقش کرده‌است.

## فهرست آهنگ‌ها
تمامی اشعار آلبوم توسط رانی جیمز دیو نوشته شده‌است. در مورد آهنگسازان، در پرانتز نام آهنگساز هر آهنگ ذکر شده‌است.
1. «ما به لرزه درمی‌آوریم» (رانی جیمز دیو) - ۴:۳۳
2. «آخر صف» (دیو، ویوین کمپل، جیمی بین) - ۵:۴۶
3. «بی جان» (دیو، کمپل) - ۴:۰۹
4. «شبانه کامیاب می‌شوم» (دیو، کمپل، بین، وینی اپایس) - ۳:۲۶
5. «یک شب در شهر» (دیو، کمپل، بین، اپایس) - ۵:۱۴
6. «چشمان شیطان» (دیو) - ۳:۳۸
7. «راز» (دیو، بین) - ۳:۵۵
8. «قلبت را آشکارا بخور» (دیو، کمپل، بین، اپایس) - ۳:۵۰
9. «مصر (به بند کشنده)» (دیو، کمپل، بین، اپایس) - ۷:۰۱

## رتبه‌ها

### رتبه‌های آلبوم
| سال  | آلبوم      | رتبه        | رتبه                          |
| ---- | ---------- | ----------- | ----------------------------- |
| سال  | آلبوم      | بیلبورد ۲۰۰ | جدول موسیقی آلبوم‌های بریتانیا |
| ۱۹۸۴ | آخرین حمله | ۲۴          | ۴                             |

### رتبه‌های تک آهنگ‌ها
| سال  | آهنگ  | رتبه                 | رتبه                          |
| ---- | ----- | -------------------- | ----------------------------- |
| سال  | آهنگ  | برترین‌های راک آمریکا | جدول موسیقی آلبوم‌های بریتانیا |
| ۱۹۸۴ | "راز" | ۲۰                   | ۳۴                            |

## سازندگان
- رانی جیمز دیو - خواننده
- ویوین کمپل - گیتار
- جیمی بین - گیتار باس
- کلاود اشنل - کیبورد
- وینی اپایس - درامز
- ضبط شده در کاریبو رانچ، ایالات متحده آمریکا، کلرادو
- تهیه شده توسط رانی جیمز دیو
- طرح و اداره توسط انجلو آرکوری
- ضبط ابتدایی توسط جرج مارینو در استودیوی استرلینگ ساند - آمریکا، نیویورک
- طرح جلد توسط بری جکسون